# 月光杵

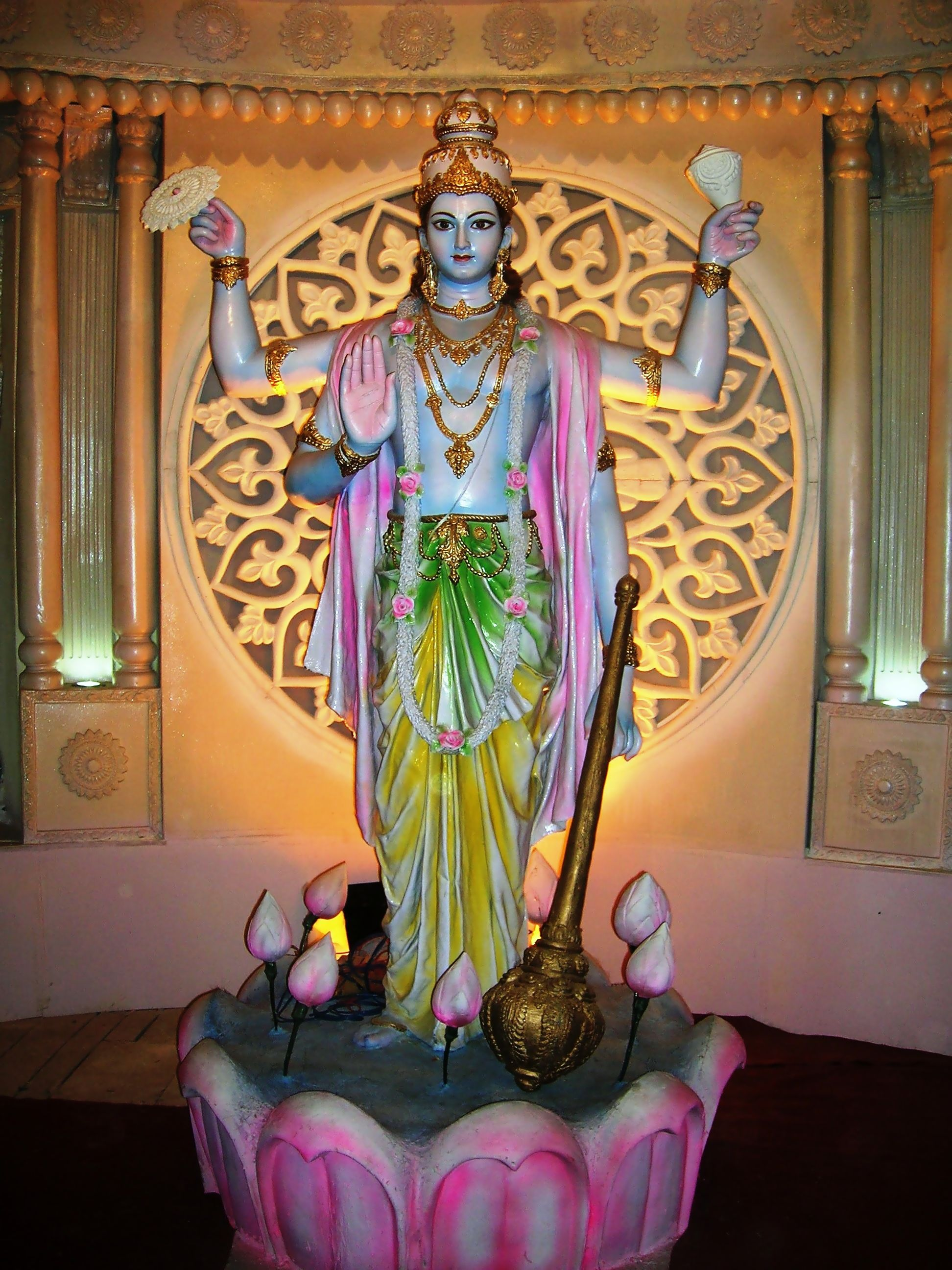
左下手持有月光杵的毗湿奴雕像

月光杵（羅馬化：Kaumodakī）是印度教神祇毗湿奴的杵。毗湿奴在神像中多为四只手臂的形象，其中一只手握持月光杵，另外三只手分别拿着妙见神轮、法螺与莲花。此外，毗湿奴的一些化身也以手持月光杵的形象出现。
“月光杵”一名最早见于印度史诗《摩诃婆罗多》，与毗湿奴的化身黑天有关。自从约公元前200年起，这一武器就常常出现毗湿奴的形象中。早期的月光杵形状较为朴素，但在后世的形象中，其大小和造型逐渐多样化，出现了如凹槽、分节等更为精致的装饰设计。
月光杵常被描绘为无生命之物，但亦有在雕塑中被人格化为女性的例子，这种人格化的造型被称为神杵女。在这类形象中，毗湿奴的一只手搭在她头上，而她自己则以或持杵，或从杵中显现，或头冠上刻有杵形的形象示人。
杵（羅馬化：Gadā）在印度教文化中被视为最古老、最强大的武器之一，是毗湿奴能量（夏克提）的象征。有多部古籍探讨过月光杵在毗湿奴神像中的象征意义。

## 词源
月光杵的梵文名称“Kaumodaki”的词源尚不明确。一种常见解释认为该词源自梵文“kumuda”，意为蓝睡莲。另一种理论则认为该词可能与毗湿奴的别名“Kumodaka”有关联。同样表示月光杵的“Kaumudi”一词则可被解释为“地上的喜悦”。阿兰·达涅卢将《毗湿奴往世书》中的“Kaumodaki”翻译为“令人心神恍惚之物”。

## 外观

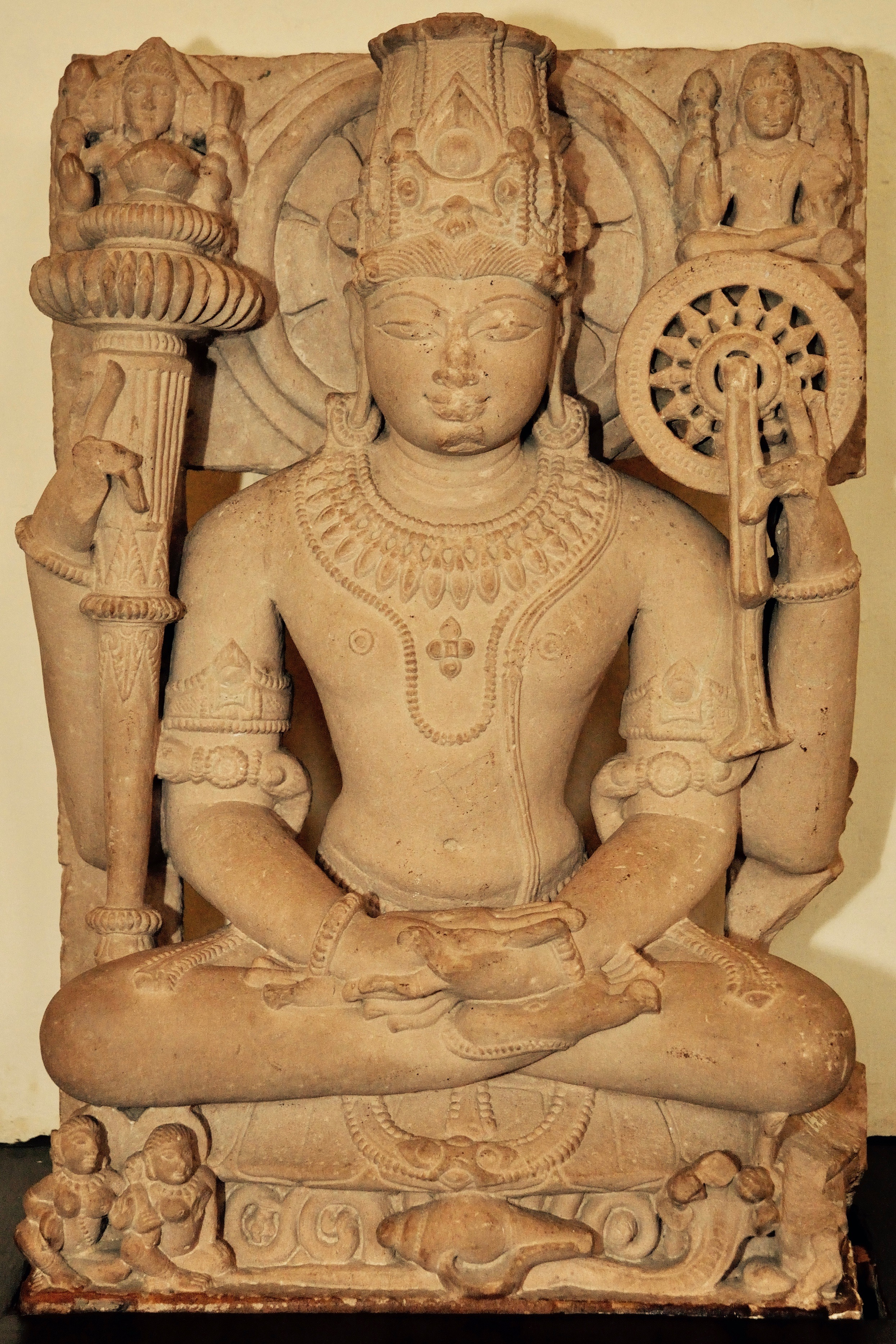
一尊坐姿毗湿奴像的右上手中握着月光杵，该雕像为中世纪作品，现藏于马图拉政府博物馆

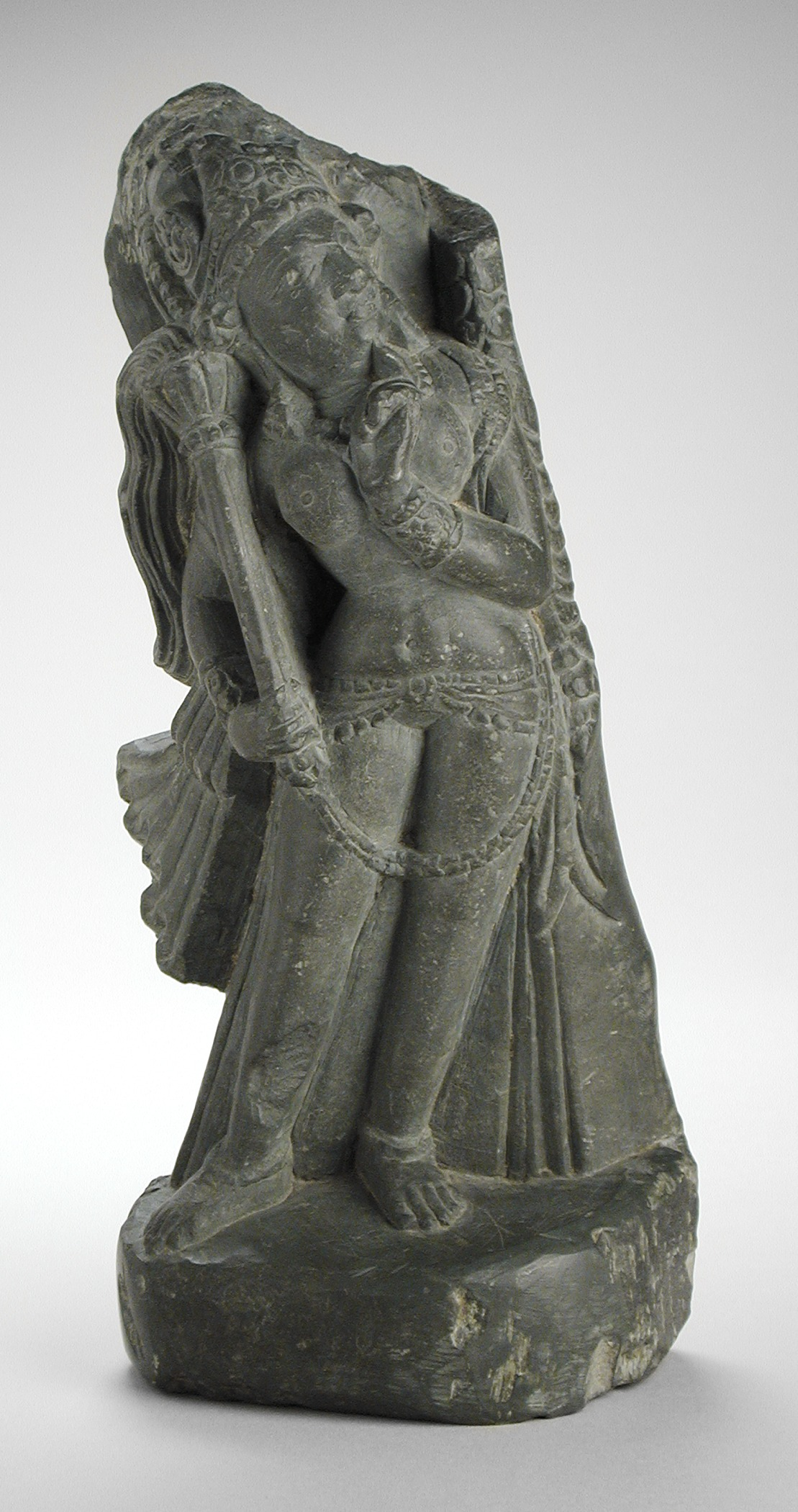
拟人化的月光杵（神杵女）

毗湿奴通常以四臂形象出现，手持法螺、莲花、妙见神轮和月光杵，因此毗湿奴有一别名“Shankha-chakra-gada-pani”，意为“手持螺、轮、杵者”。在现代的形象中，毗湿奴一般以左下手握持月光杵。毗湿奴的部分化身，如摩蹉、俱利摩、筏罗诃与那罗希摩等，亦常被描绘为手持杵的形象。
在印度现存最早的毗湿奴雕像（约公元前200年，恰蒂斯加尔邦马尔哈尔出土）中便有杵的形象。时代稍晚的一尊马图拉出土的贵霜时期（公元30–375年）雕像中，毗湿奴所持之杵尚未如后世造型般经过艺术化处理，仅仅为一根顶部较大且呈圆形的棍棒，由右上方的手高举过肩。同时期另有一尊雕像中的杵呈现为毗湿奴右上手握持的一根长棒，长度几乎等身，外形类似杵臼中的杵。此外，在许多西印度早期文物以及一件出土于久西的雕像中，毗湿奴也以右上手扶杵或持杵的姿态示人。笈多王朝时（公元320–550年）毗湿奴的形象仍延续这一传统，但更晚的文物中则开始出现用其他手握持杵的毗湿奴形象。从目前已发现的所有毗湿奴形象中可以找到四种法器在四只手上的全部二十四种排列方式。
随着持杵的手不再固定，杵本身的造型也发生了转变。中世纪晚期（如公元8–12世纪的波罗王朝时期）的艺术作品中，杵的柄部逐渐变得细如笛管，而顶部则呈现出装饰华丽的圆球形。今北方邦一带的文物中，杵柄上细下粗，顶部的球形部分也常雕有凹槽装饰。遮娄其王朝的神像中，杵整体粗壮，呈桶状；帕拉瓦王朝的则上下均粗；朱罗王朝的雕像则将月光杵雕刻得较为纤细，且呈现出分段与表面凸起的造型特征。
《毗湿奴法上往世书》中对毗湿奴的造像作有详尽描述：毗湿奴的上双手持有莲花与法螺，而下双手则分别放置于两位形似侏儒的人物之上，这两位即为拟人化的杵与轮。拟人化的月光杵为一名纤腰女子，持有拂尘，佩戴首饰，毗湿奴右手按在其头上。轮则为男性形象，站于毗湿奴的左侧。这些拟人化的法器梵语称作“Ayudhapurusha”，最早出现在笈多王朝的雕塑中。拟人化的月光杵被称为神杵女（Gada-Devi或Gada-nari，后缀“Devi”为女神之意，而“nari”意为女人）。由于梵文中“杵”（gada）一词为阴性词性，故在宗教观念中，神杵被视为女性。
在乌代吉里石窟的一尊笈多时期的毗湿奴像中，即可见神杵女与神轮男侍立毗湿奴左右的形象。神杵女在克什米尔地区的毗湿奴形象中也屡见不鲜，尤以无忧界四面毗湿奴像中的形象为典型。她手执拂尘，仰望主神，面容虔敬，毗湿奴则将手覆于其头顶。她头戴宝冠，或盘发华丽；除穿着下衣外，亦可能着有短上衣，或上身裸露。她有时也被描绘为从杵中诞生的形象。
代奥格尔的笈多时期神庙里，蛇榻毗湿奴（Sheshashayi Vishnu）浮雕上的神杵女多为持杵形象，有些是侏儒形态，也有些体态与常人无异。北方邦与孟加拉地区的艺术作品中亦多见神杵女手持杵的形象。另一类形象中，神杵女双手合十站在毗湿奴旁，头上饰有杵形冠饰或额前刻有杵纹，此类形象多见于朱罗王朝时期青铜像中。

## 象征意义

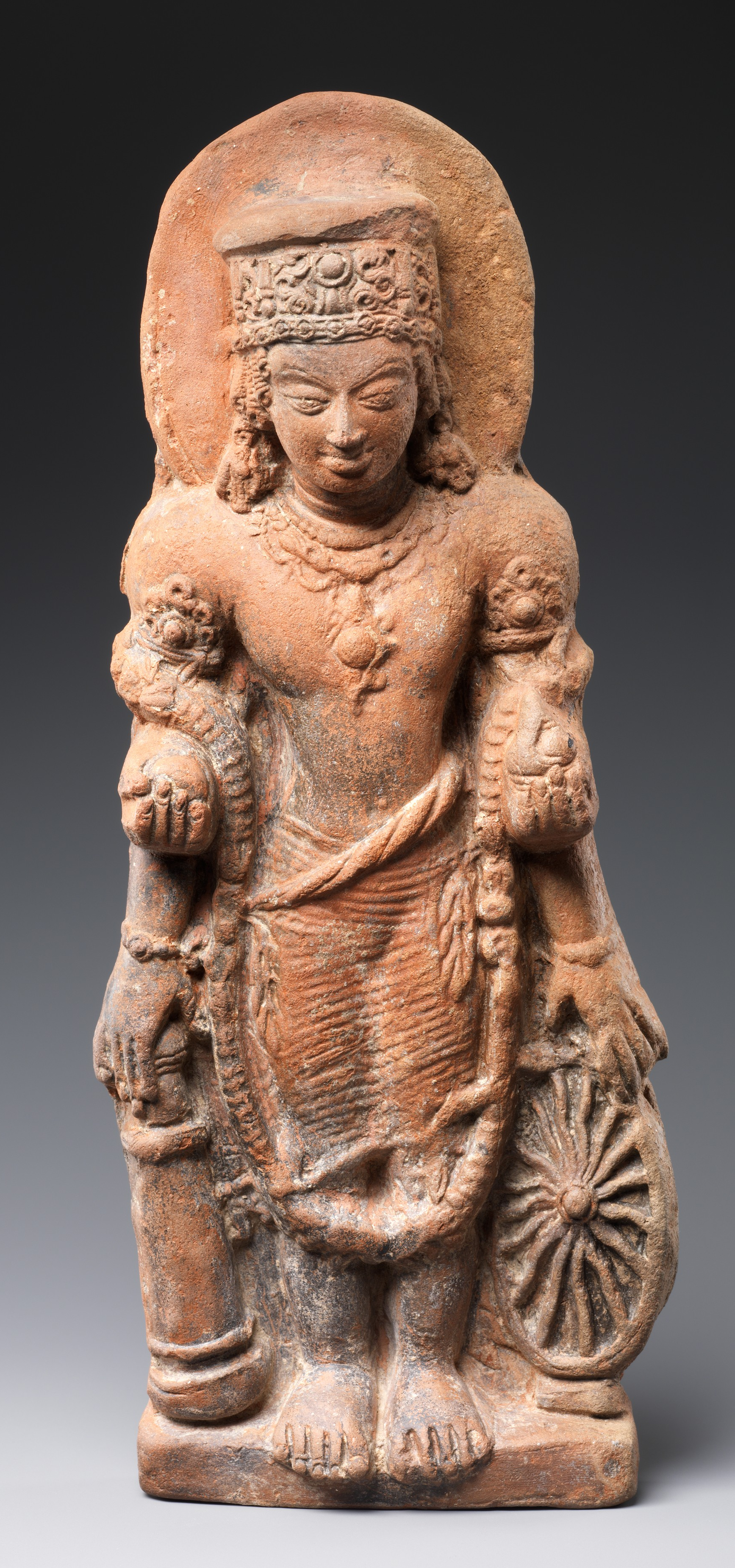
5世纪雕像，毗湿奴以右下手握持月光杵

杵是最古老的武器类型之一。象征力量的“杵”是常见的近身格斗武器，被当时的人认为是最强的武器之一，而杵在毗湿奴信仰者中的流行使得杵逐渐成为他们信仰中神的武器。毗湿奴的神力来源于祂的化身罗摩与黑天，这两位神分别是两大古代印度史诗《罗摩衍那》与《摩诃婆罗多》（大约公元前5–4世纪）中的英雄，而这两部史诗都描述了包括神、人类与魔鬼在内的诸多角色使用杵作战的情节。
在毗湿奴派的哲学解读中，月光杵象征“智慧、知识的力量以及时间的力量”。《哥帕拉塔帕尼奥义书》中解释了毗湿奴四手所持法器的象征，其中代表原初知识的杵握持于左下手，象征“个体的存在”。《毗湿奴往世书》中将杵称为“知识的力量”。此外另有一说认为月光杵能够“使人心神恍惚”。
据《毗湿奴法上往世书》记载，月光杵象征毗湿奴的妻子吉祥天女，即财富与美丽之女神。《黑天奥义书》则将月光杵等同于大黑神女，象征“时间之力”，就像不可战胜的时间那样，能毁灭一切敌人。
另一种解释认为月光杵象征“气”，即一切身心力量的来源。毗湿奴手中的四件法器也有相互呼应的关系：月光杵代表纪律，与代表赞美的莲花相辅相成；莲花与法螺象征水，代表生命与爱，而杵与轮象征火，代表痛苦与毁灭，以及对自然与社会规则的服从。《筏罗诃往世书》则提及月光杵的作用是用来教训不义的国王。此外，还有说法称毗湿奴也用月光杵来驱除摩耶。

## 文学形象

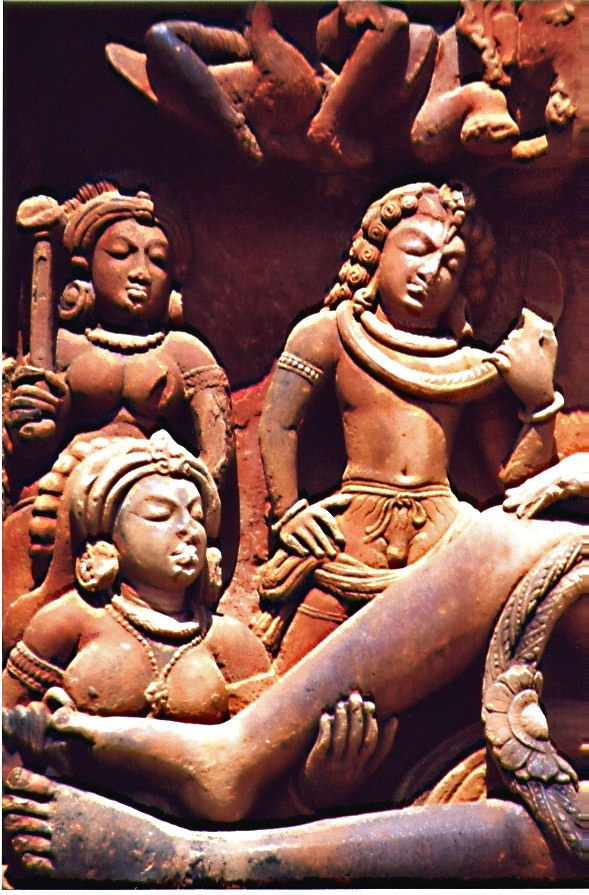
左侧持杵而立的女神为神杵女，右侧的男神则是妙见神轮的化身，而毗湿奴之妻吉祥天女坐于前方为其按足

在《摩诃婆罗多》的描写中，月光杵由海神伐楼拿授予毗湿奴的化身黑天，它声如雷震，能斩杀众多恶魔。传说中般度族获得甘味林作为建国之地，正巧火神阿耆尼因积食难消，希望焚烧森林疗愈自己，但担心森林的守护者——众神之王因陀罗出手阻止，遂请求阿周那与黑天相助。两神答应后，伐楼拿赐予他们神兵：黑天获得妙见神轮与月光杵，阿周那获得天弓甘提婆与各种神箭。最终两人击败因陀罗，火神成功焚毁森林，从而为般度王国首都因陀罗城的建立扫清了道路。
《摩诃婆罗多》中还记载毗湿奴持杵与轮，这可能表明早期的毗湿奴造像为双臂而非四臂。《摩诃婆罗多》附书《哈里瓦姆萨》中记载，毗湿奴的四种神兵从天而降，协助黑天与其兄大力罗摩对抗恶王妖连，其中黑天所用的武器就包括月光杵。
梵语剧作家婆沙所著的《使者之辞》（Duta-Vakya）中也描写了《摩诃婆罗多》里的一幕：黑天在象城王宫中现出遍在身，并召唤神兵现身，其中就有化为人形的月光杵。
《迦楼罗往世书》中的一段咒文中提及了月光杵：
拿起祢的月光杵吧，莲花脐的大神啊，愿向祢顶礼致敬。——迦楼罗往世书，第13章